# Danielle Rizzutti
Danielle Rizzutti é uma cantora de música cristã contemporânea e apresentadora do programa Noite com os Adoradores de Deus aos Domingos na Rede Internacional de Televisão.

## Biografia
Danielle Rizzutti iniciou sua carreira como cantora no ano de 2012, e no ano de 2013 assina contrato com a gravadora Graça Music. Em seu primeiro trabalho fez parte do elenco do disco Coletânea Minhas Canções lançado pelo missionário e compositor RR Soares produzido por Michael Sullivan no mesmo ano. Em 2014 Rizzutti lançou o álbum Boas-novas pra você! o que lhe rendeu um disco de ouro por vender mais de 40 mil cópias. Ainda em 2013 lançou o álbum Minhas Canções na Voz de Danielle Rizzutti. Ao final de 2016 lançou o álbum Deus Fará.

## Certificações
| País   | Empresa     | Certificação | Vendas  |
| ------ | ----------- | ------------ | ------- |
| Brasil | Graça Music | Ouro         | +40.000 |

## Discografia
Minhas Canções na voz de Danielle Rizzutti (2013)
Bos Novas pra você (2013)

Deus Fará (2016)